# Елевка (Лысковский район)
Елевка — деревня в Лысковском районе Нижегородской области России. Входит в состав Кисловского сельсовета.

## География
Деревня расположена на правобережье Волги, в 77 км от Нижнего Новгорода и в 13 км от города Лысково. Недалеко от Елевки протекает река Китмар, правый приток Волги. Ближайшие населённые пункты — Покровка, Саревка, Окинино, Черемиска, Юркино. Высота над уровнем моря 149 м.

## История
В XVIII — начале XX вв. деревня входила в состав Макарьевского уезда Нижегородской губернии. С конца 1920-х до 1950-х годов в Елевке базировался колхоз «Трудовик».

## Инфраструктура
В Елевке около 20 домов, одна улица — Трудовая.